# 등록 사용자
등록 사용자 또는 등록된 사용자(Registered user)는 이전에 등록한 웹사이트, 프로그램 또는 기타 시스템의 사용자 (컴퓨팅)이다. 등록된 사용자는 일반적으로 자신의 신원을 증명하기 위해 일종의 자격 증명(예: 사용자 이름, 이메일 주소, 비밀번호)을 시스템에 제공한다. 이를 로그인이라고 한다. 일반 대중이 사용하도록 의도된 시스템에서는 종종 다음을 허용한다. 모든 사용자는 등록 또는 가입 기능을 선택하고 처음으로 이러한 자격 증명을 제공함으로써 간단히 등록할 수 있다. 등록된 사용자에게는 등록되지 않은 사용자에게 부여된 권한 이상의 권한이 부여될 수 있다.

## 이론적 해석
사용자 등록 및 로그인을 통해 시스템을 개인화할 수 있다. 예를 들어, 웹 사이트는 사용자 이름이 포함된 환영 배너를 표시하고 사용자가 지정한 기본 설정에 따라 모양이나 동작을 변경할 수 있다. 또한 시스템에서는 로그인한 사용자가 메시지를 보내고 받을 수 있으며 개인 파일이나 기타 정보를 보고 수정할 수 있다.

## 같이 보기
- 접근 제어
- 추적 금지
- 솔리드 프로젝트
- 클로즈드 플랫폼
- 고정닉